# 27 червня
27 червня — 178-й день року (179-й в високосні роки) в григоріанському календарі. До кінця року залишається 187 днів.

## Свята і пам'ятні дні

### Міжнародні
- ООН: День мікро-, малих і середніх підприємств
- Всесвітній день рибальства
- Всесвітній день мікробіома

### Національні
- В'єтнам: Тет Доаннго
- Джибуті: День незалежності
- Канада:
  - День національного гімну
  - Канадський день мультикультуризму
- Таджикистан: День національного примирення
- Узбекистан: День працівників друку
- Велика Британія: День збройних сил
- Туркменістан: День працівника культури та мистецтва
- США:
  - Національний день тестування на ВІЛ
  - День Гелен Келлер
  - Національний День обізнаності про посттравматичний стресовий розлад (2010)
  - Національний день цвітіння апельсина
- Аргентина: День біолога (Día del Biólogo)
- Венесуела: День журналіста (Dia del Periodista)
- Бразилія: День змішаної раси (Mixed Race Day)
- Чехія: День пам'яті жертв комуністичного режиму
- Колумбія,  Північна Корея: Національний день кави

### Релігійні

#### Християнство
- День Святого Кирила Александрійського.
- День Святого Короля Владислава I, Покровителя міста Чернігова.

### Іменини
✝  Католицькі:
✙ Православні:

## Події
- 1663 — у Ніжині відбулася козацька рада (Чорна рада) на якій гетьманом Лівобережної України було обрано Івана Брюховецького.
- 1871 — єна стала новою грошовою одиницею Японської імперії.
- 1905 — почалося збройне повстання моряків на броненосці «Князь Потьомкін Таврійський».
- 1929 — у нью-йоркських лабораторіях Белла була продемонстрована система передачі повнокольорового телезображення.
- 1931 — у США винахідник Ігор Сікорський отримав патент на винахід першого вертольота.
- 1932 — у Сіамі проголошена конституція.
- 1944 — початок масової депортації болгар, вірмен і греків з Криму в східні райони СРСР.
- 1954 — почала роботу перша АЕС в Обнінську.
- 1964 — у Вашингтоні відкрито пам'ятник Тарасові Шевченку.
- 1991 — Війною Словенії за незалежність розпочалися Югославські війни.
- 2001 — у м. Львові під час Святої Літургії у візантійському обряді за участі Івана Павла ІІ [Архівовано 17 квітня 2011 у Wayback Machine.] беатифіковані (проголошені блаженними) ряд українських греко-католицьких новомучеників.
- 2017 - у м. Києві о 8:16 стався теракт. Загинув полковник Максим Шаповал. Також постраждала жінка, що проходила повз.
- 2022 — у Кременчуку (Полтавська область) стався ракетний удар в ТЦ «Амстор». Це найтрагічніша подія в історії сучасної Полтавщини.

## Народились
Дивись також Категорія:Народились 27 червня
- 1040 — Ласло I Святий, король Угорщини (з 1077 р.).
- 1462 — Людовик XII Справедливий, король Франції (1498–1515 рр.).
- 1550 — Карл IX, король Франції, син Катерини Медичі (помер 30.05.1574); санкціонував винищення гугенотів (Варфоломіївська ніч, 1572 р.).
- 1833 — Владислав Заремба, український композитор, піаніст і педагог. Батько композитора та диригента Заремби Сигізмунда Владиславовича.
- 1838 — Пауль Маузер, німецький конструктор-зброяр (1838 — 28.05.1914).
- 1880 — Гелен Адамс Келлер, американська письменниця і педагог, що здобула світове визнання попри сліпоту і глухоту з дитинства.
- 1929 — Петер Палоташ (Потелецький), угорський футболіст, олімпійський чемпіон Гельсінкі.
- 1941 — Кшиштоф Кесльовський, польський кінорежисер.
- 1962 — Тоні Люн Чу Вай, гонконгський актор («Любовний настрій», «Чунцінський експрес», «Порочний зв'язок»).
- 1985 — Ніко Росберг, німецький автогонщик, пілот Формули-1.
- 1991 — Денис Прокопенко, офіцер Національної гвардії України, учасник російсько-української війни, Герой України.

## Померли

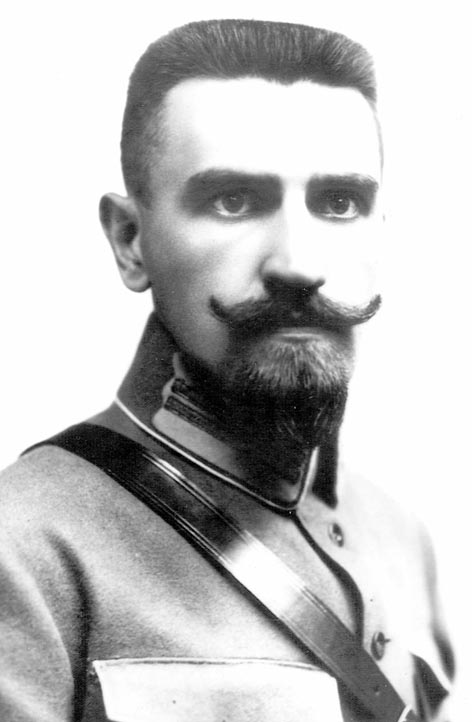
Іван Чмола

Дивись також Категорія:Померли 27 червня
- 1574 — Джорджо Вазарі, італійський архітектор, художник, теоретик і історик мистецтва. Відомий як автор книги «Життєписи найславетніших живописців, скульпторів та архітекторів».
- 1844 — Джон Дальтон, британський хімік і фізик, дослідник кольорової сліпоти.
- 1941 — Іван Чмола, український військовий та педагогічний діяч, начальник Коша СС, полковник Армії УНР, розстріляний більшовиками
- 1961 — Мухтар Ауезов, казахський письменник, перекладач і літературознавець.
- 1992 — Сергій Рябченко, український художник-графік.
- 2001 
  - Туве Янссон, фінська дитяча письменниця і художниця-ілюстраторка.
  - Джек Леммон, американський актор.
- 2016 — Бад Спенсер, актор, сценарист, продюсер, колишній спортсмен, італійський співак та автор пісень.
- 2017 
  - Сер Майкл Бонд, англійський письменник і сценарист.
  - Сергій Якутович, український художник, графік.